# 許淵冲
许渊冲（1921年4月18日—2021年6月17日），男，汉族，江西南昌人，中国翻译家，北京大学教授。从事文学翻译长达六十余年，译作涵盖中、英、法等语种，翻译集中在中国古诗英译，形成韵体译诗的方法与理论，有“诗译英法唯一人”之称。自20世纪40年代开始涉足文学翻译，出版著作近100种。先后在北京、张家口、洛阳等地的外语院校任教。2010年12月，获“中国翻译文化终身成就奖”。2014年8月5日，在柏林举行的第20届世界翻译大会上，获国际翻译界最高奖项之一的“北极光”杰出文学翻译奖，成为该奖项1999年设立以来首位获此殊荣的亚洲翻译家。

## 生平

### 童年（1921年—1938年）
1921年4月18日，许渊冲出生在江西省南昌市的一个书香家庭。母亲是江西省唯一的女子职业学校的学生，擅长花鸟绘画，让许渊冲耳濡目染到艺术的美感，还教其识字。四岁开始学习英文，中学时代接触到许多欧美文学名著，打下良好的英文基础。因识字较早，1926年秋天，许渊冲跳级进入南昌实验小学一年级下学期。
表叔熊式一是翻译家，他英译的剧目《王宝钏》，在英国上演时引起轰动，并受到英国戏剧家萧伯纳的接见，使许渊冲幼年时期就对英语产生强烈的兴趣。

### 求学经历（1938年—1948年）

#### 入读西南联合大学

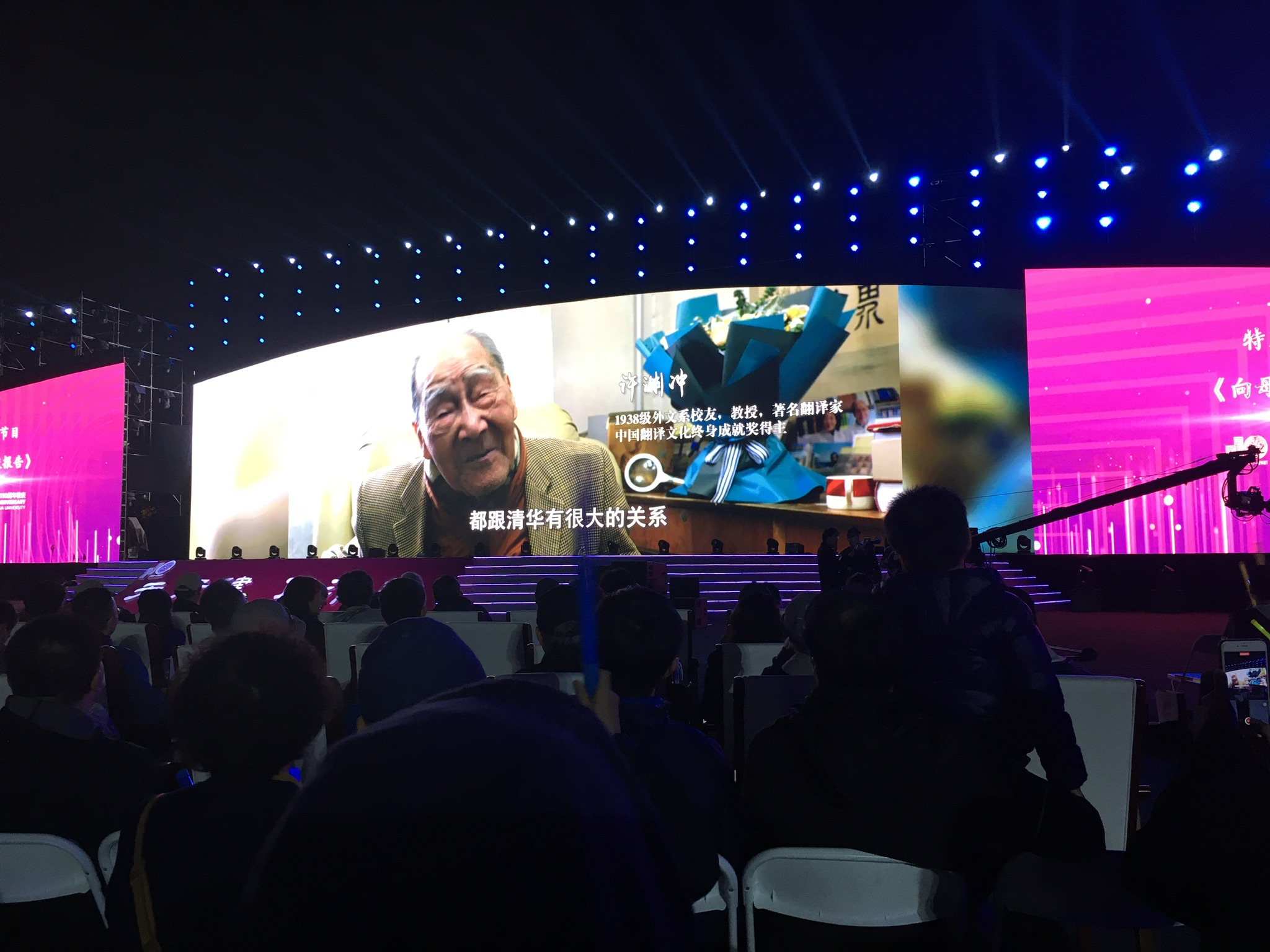
許淵沖在清華大學110年校慶致詞

1938年秋，许渊冲以第七名的成绩考入国立西南联合大学（由北京大学、清华大学和南开大学联合组成）外文系。大一，他就把林徽因的诗《别丢掉》译成英文发表在《文学翻译报》上。就读期间，喜于读书、写作、打球，以及到宿舍附近的翠湖散步，周基堃、邓汉英（后均为南开大学教授）、刘伟（后为云南公路局总工程师）为其舍友。1941年11月，美国志愿空军飞虎队来华对日作战，需大批翻译，联大外文系四年级男生（除吴讷荪外）全部服役，离开联大，1942年9月回校复学，大四期间，半工半读，在昆明天祥中学兼教英文，并在此期间考取空军飞行员。1944年秋，考入清华大学研究院外国文学研究所，研究德莱顿的戏剧艺术。第二学年，因经济困难休学，后吴达元教授帮助下兼任联大外文系助教。

#### 空军翻译（1941年11月—1942年7月4日）
1941年，美国志愿军来华参加对日作战，需要大批英文翻译，许渊冲应征工作一年。次年返回联大复学，并于1943年大学毕业。后在昆明天祥中学任英文教师。在空军翻译期间，他主要负责英译情报、汉译公文、提高军人文化水平，1942年7月4日，结束空军翻译服役。在训练班招待会欢迎美国志愿空军大队长陈纳德上校，黄仁霖致欢迎词，当说到“三民主义”时，中央大学顾世淦同学直译为“nationality, people's sovereignty, people's livelihood”（民族、民权、民生），陈纳德听不懂，许渊冲便译成“of the people, by the people, for the people”（民有、民治、民享），用林肯的话解释孙中山的话，宾主恍然大悟。
昆华农校训练班学习（1941年11月—同年12月8日）的主要内容为：
- 班主任黄仁霖上校用英文讲《社交礼节》；
- 教务长吴泽霖教授讲《人类学》；
- 气象系赵九章教授讲《气象学》；
- 历史系皮名举教授讲《美国史地》；
- 外文系温德教授讲《英文词汇学》；
- 美国志愿空军第一大队机要秘书林文奎少校讲《航空常识》；
- 通译长舒柏彦少校讲《航空翻译常识》等。

#### 留学巴黎
1944年考入清华大学外国文学研究所，研究莎士比亚与德莱顿。1948年6月8日，许渊冲登上开往马赛的安德烈号赴法留学。入读于巴黎大学。修《法国文学》、《英国文学》、《比较文学》、《象征派》、《雨果》、《巴尔扎克》等课程，得以精通法语，深入研究法国文学。专攻莎士比亚和拉辛，获文学研究文凭。

### 执教生涯
1945年，兼任联大外文系助教。1951年，许渊冲和数学家吴文俊、画家吴冠中等人一同回国，先后在北京外国语学院法文系、北京外国语文专科学校法文系、张家口外国语学院英文系、洛阳外国语学院英文系从事教学工作。1983年8月从洛阳外国语学院调入北京大学国际文化系任教，兼英语系文学翻译课程，讲授“唐宋诗词英译”、“中西文化比较”和“中英互译”等课程。1991年退休。1999年起在清华大学讲授“中国古代诗歌翻译与赏析”课程。

## 著作及论文集
参考來源：
- 《翻译的艺术》，北京：对外翻译出版公司
- 《中诗英韵探胜——从〈诗经〉到〈西厢记〉》，北京：北京大学出版社
- 《追忆逝水年华——从西南联大到巴黎大学》，北京：生活·读书·新知三联书店，1996
- 《文学翻译谈》，台北：书林出版有限公司（Taipei: Bookman Books Ltd.）1998
- Vanished Springs: The Life and Love of a Chinese Intellectual. New York: Vantage Press，1999
- 《诗书人生》，天津，百花文艺出版社，2003
- 《文学与翻译》，北京：北京大学出版社，2003
- 《山阴道上——许渊冲散文随笔选集》，北京：中央编译出版社，2005

### 英文译著
- 《动地诗——中国现代革命家诗歌选》，香港：商务印书馆，1981
- 《苏东坡诗词新译》，香港：商务印书馆，1982
- 《汉英对照唐诗一百五十首》，西安：陕西人民出版社，1984
- 《唐宋词一百首》，香港：商务印书馆，1986
- 《唐诗三百首新译》（与陆佩弦、吴钧陶合译），香港：商务印书馆，1987
- 《李白诗选（汉英对照）》，成都：四川人民出版社，1987
- 《中诗英译笔录》（与吕叔湘合编）（增订本），香港：三联书店，1988
- 《唐宋词一百五十首》，北京：北京大学出版社，1990
- 《西厢记》（四本十六折），北京：外文出版社，1992
- 《人间春色第一枝<国风>欣赏》，郑州：河南人民出版社，1992
- 《人间春色第一枝<雅颂>欣赏》，郑州：河南人民出版社，1992
- 《诗经》，长沙：湖南出版社，1993
- 《毛泽东诗词选》，北京：中国对外翻译出版公司，1993
- 《楚辞》，长沙：湖南出版社，1994
- Song of the Immortals: An Anthology of Classical Chinese Poetry（《中国古诗词六百首》），Beijing: New World Press,1994
- Song of the Immortals: An Anthology of Classical Chinese Poetry. London: Penguin Books in association with New World Press，1994
- 《诗经》，北京：中国文学出版社，1994
- 《唐宋诗一百五十首》，北京：北京大学出版社，1995
- 《汉魏六朝诗一百五十首》，北京：北京大学出版社，1996
- 《宋词三百首》，长沙：湖南出版社，1996
- Tang Song Lyrics in Pictures（《唐宋词画》），Singapore: EPB Publishers,1996
- 《西厢记》（五本二十折），长沙：湖南出版社，1997
- 《元明清诗一百五十首》，北京：北京大学出版社，1997
- 《古诗绝句百首（汉英对照）》，长春：吉林文史出版社，2000
- 《大中华文库汉英对照西厢记》，北京：外文出版社，2000
- 《汉英对照新编千家诗》，北京：中华书局，2000
- 《汉英对照唐诗三百首》，北京：高等教育出版社，2000
- 《国剧名篇：许渊冲汉诗（词）英译精选》，北京：开明文教音像出版社，2000
- 《汉英对照唐宋词三百首》，石家庄：河北人民出版社，2003
- 《汉英双讲中国古诗100首》，大连：大连出版社，2003
- 《中小学生必背诗词》，石家庄：河北人民出版社，2003
- 《汉英对照老子道德经》，北京：高等教育出版社，2003
- 《汉英对照中国古诗精品三百首》，北京：北京大学出版社，2004
- 《汉英对照元曲三百首》，北京：高等教育出版社，2004
- 《汉英对照宋词三百首》，北京：高等教育出版社，2004
- 《许渊冲经典英译古代诗歌1000首》，北京：中国国际出版集团，海豚出版社，2013

### 法文译著
- 《农村散记》（与鲍文蔚合译），北京：外文出版社，1957
- 《毛泽东诗词四十二首》（英、法文格律体译文，内部教学资料）洛阳：洛阳外国语学院，1978
- 《唐宋词选一百首》，北京：外文出版社，1987
- 《汉法对照中国古诗词三百首》（上、下册），北京：北京大学出版社，1999

### 中文译著（英美文学作品）
- 《一切为了爱情》，上海：新文艺出版社，1956
- 《昆延·杜沃德》（与严维明合译），北京：人民文学出版社，1987
- 《飞马腾空》，北京：中国对外翻译出版公司，1991
- 《埃及艳后》，桂林：漓江出版社，1994

### 中文译著（法国文学作品）
- 《哥拉·布勒尼翁》，北京：人民文学出版社，1958
- 《私人生活场景：人生的开始》，上海：上海译文出版社，1983（后入选《巴尔扎克全集》，编入《人间喜剧》第二卷，改名为《入世之初》，北京：人民文学出版社，1986）
- 《雨果喜剧选》，北京：人民文学出版社，1986
- 《水上》，北京：人民文学出版社，1986
- 《追忆逝水年华（3）——盖尔芒特家那边》（与潘丽珍合译），南京：译林出版社，1990
- 《包法利夫人》，南京：译林出版社，1992
- 《红与黑》，长沙：湖南文艺出版社，1993
- 《雨果精选集·艾那尼》，济南：山东文艺出版社，1998
- 《约翰·克里斯托弗》，长沙：湖南文艺出版社，2000
- 《罗曼·罗兰精选集》，北京：燕山出版社，2004

### 翻译论文
- 《翻译中的几对矛盾》，《外国语教学》，1978（4）
- 《<毛泽东诗词>译文研究》，《外国语》，1979（1）
- 《如何译毛主席诗词》，《外语教学与研究》，1979（2）
- 《评毛泽东词<赠杨开慧>英、法译文》，《现代外语》，1980（1）
- 《毛泽东词<黄鹤楼>译文研究》，《外国语》，1980（3）
- 《译诗记趣》，《编译参考》，1980（6）
- 《直译与意译》，《外国语，1980》（6）；1981（1-2）
- 《翻译的标准》，《翻译通讯》，1981（1）
- 《喜读<鲁迅诗选>英译本》，《外语教学与研究》，1981（3）
- 《忠实与通顺》，《解放军外国语学院学报》，1982（1）
- 《李清照词译话》，《现代英语研究》，1982（1）
- 《译文能否胜过原文》，《接翻滚外国语学院学报》，1982（2）
- 《“三美”和“三似”的幅度——<唐宋词选>英、法译本代序》，《外国语》，1982（4）
- 《扬长避短，发挥译文优势》，《翻译通讯》，1982(4)
- 《再谈意美、音美、形美——<唐诗英译>序言》，《翻译通讯》，1983（3）
- 《再谈“意美、音美、形美”》，《外语学刊》，1983（4）
- 《文学翻译等于创作》，《外国语》，1983（6）
- 《白居易的<长恨歌>及其英译》，《外语学刊》，1984（3）
- 《翻译的理论和实践》，《翻译通讯》，1984（11）
- 《翻译与评论》，《外国语》，1985（6）
- 《三谈意美、音美、》形美》，《深圳大学学报》，1987（2）
- 《谈李商隐的英译》，《外语学刊》，1987（3）
- 《翻译的哲学》，《河南大学英语学报》，1988（1-3）
- 《诗词英译漫谈》，《中国翻译》，1988（3）
- 《巴尔扎克译论》，《解放军外国语学院学报》，1988（3）
- 《文学翻译与翻译文学》，《世界文学》，1990（1）
- 《文学翻译：1+1=3》，《外国语》，1990（1）
- 《<水上>新旧译本比较》，《中国翻译》，1990（5）
- 《诗词·翻译·文化》，《北京大学学报》，1990（5）
- 《<西厢记>与<罗密欧与朱丽叶>》，《北京大学学报英语语言文学专刊》1990
- “Devlopment of Verse Translation ”，《外国语》，1991（1）
- 《谈翻译教学》，《山东外语教学》，1991（4）
- 《译诗六论》，《中国翻译》，1991（5-6）
- 《翻译对话录》，《北京大学学报英语语言文学专刊》，1992（2）
- 《译学与<易经>》，《北京大学学报》，1992（3）
- 《英汉与汉英翻译教程》序言，柯平（编著），北京：北京大学出版社，1993：la-4a
- 《文学翻译是两种语言的竞赛——<红与黑>译本前言》，《外国语》，1993（3）
- 《浑金璞玉集》引言，刘重德（著），北京：中国对外翻译出版公司，1994：Ⅰ-Ⅺ
- 《谈“比较翻译学”》，《外语与翻译》，1994（3）
- 《谈谈文学翻译问题》，《外国语》，1994（3）
- 《汪译<诗经>序》，《外语与外语教学》，1995（1）
- 《为什么重译<约翰·克利斯朵夫>》，《外国语》，1995（4）
- 《谈陶诗英译》，《外语与外语教学》，1995（6）
- 《妙译来自“得意忘形”》，许钧（编著），《文字·文学·文化》，南京：南京大学出版社，1996:118-124
- 《文字翻译与文学翻译——读方平<翻译杂感>后的杂感》，许钧（编著），《文字·文学·文化》，南京：南京大学出版社，1996:70-73
- 《谈重译——兼评许钧》，《外语与外语教学》，1997（4）
- 《再谈陶诗英译》，《外语与外语教学》，1997（1）
- 《与杨振宁会面所想到的》，《中国大学教学》，1997（4）
- 《谈翻译理论的研究——杨振宁给我的启发》，《解放军外语学院学报》1997（6）
- 《谈“翻译——文化竞赛论”》，《外语与翻译》，1998（2）
- 《文理大师顾毓琇》，《中国大学教学》，1998（2）
- 《翻译：“美化之艺术”——新旧世纪交谈录》，《译林》，1998（3）
- 《美化之艺术——<毛泽东诗词集>译序》，《中国翻译》，1998（4）
- 《知之·好之·乐之·三之论》，《外语与外语教学》，1998（6）
- 《国际译会上三句话》，《外语与外语教学》，1998（6）
- 《译学要敢为天下先》，《中国翻译》，1992（2）
- 《再创作与翻译风格》，《解放军外语学院学报》，1993（3）
- 《新世纪的新译论》，《中国翻译》，2000（3）
- 《再谈<竞赛论>和<优势论>——兼评“忠实是译者的天职”》，《中国翻译》，2001（1）
- 《文学翻译克隆论》，《外语与翻译》，2001（2）
- 《关于翻译学的论战》，《外语与外语翻译》，2001（11）
- 《文学翻译与科学翻译》，《上海科技翻译》，2002（4）
- 《实践第一，理论第二》，《上海科技翻译》，2003（1）
- 《谈中国学派的理论翻译——中国翻译学落后于西方吗》，《外语与文学》，2003（1）
- 《文学翻译的心路历程》，《中国翻译》，2003（4）
- 《20世纪中国翻译思想史》序言，王秉钦（著），天津：南开大学出版社，2004：la-3a
- 《中国是不是“翻译强国”》，《上海翻译》，2005（2）
- 《“体”、“神”、“表”平衡模式是评估文学翻译的科学方法吗》，《中国翻译》，2005（2）

## 翻译实践
许渊冲翻译长达60年，迄今已译作多达百部，1950年代翻英法、1980年代译唐宋。

### 早期翻译实践
1943年，大学毕业时，许渊冲将英国17世纪桂冠诗人德莱顿的诗剧《一切为了爱情》译成中文，这也是他翻译的第一部文学作品。以下两个译本：
|  | Portents and prodigies have grown so frequent, That they have lost their name. 凶兆、怪事、不断地发生，人们都司空见惯，并不觉得奇怪。（1956年版） 怪事年年有，不如今年多，但人们都司空见惯，反而见怪不怪。（1994年版） |

许渊冲认为自己“早期更重直译，后期更重意译，四字词组用得更多”。（《追忆逝水年华》，132页；《诗书人生》，354页；《文学与翻译，6-7页》）
1948年11月28日，他在巴黎大学把代表雨果进步思想的短诗《泉水》译成中文，也成为他译的第一首法文诗：
|  | 泉水从岩石上一滴滴 落入怒涛汹涌的海里。 掌管生死的海洋说：“你 来干吗？这样哭哭啼啼！” “我的风暴使人害怕， 我的尽头就是天涯。 难道我还需要你吗？ 小鬼，我是这样广大！……” 泉水对苦海深渊说道： “我无声无息，不求荣耀， 我给你的，正是你缺少 的一滴淡水，人的饮料！” |

1950年代，许渊冲翻译了罗曼·罗兰的《哥拉·布勒尼翁》（1958年人民文学出版社，1978年重印），将秦兆阳的《农村散记》译成法文（与鲍文蔚合译，1957年外文出版社），译就巴尔扎尔的《人生的开始》（1983年上海译文出版社），并将毛泽东诗词译成英法韵文，开中国中英、中法互译之先河。

### 中期古诗外译
1983年，许渊冲调入北京，开始了中诗外译的鼎盛时期。从80年代初至90年代初期《红与黑》重译本及1994年出版《不朽之歌》为止，他的翻译实践及突出成就主要集中在古诗外译方面。在这10年间，他出版各类著述近30本，包括中诗外译18种。（详细内容可参见“著作与论文集”一节）其中包括汉译英、汉译法、英译汉、法译汉，不仅有文学翻译，还有理论著述及回忆录。这一阶段，他坚持19世纪末英国剑桥大学教授Herbert Allen Giles开创的韵体译诗的艺术手法，倡导音、形、意“三美”，将文学翻译视为艺术美的再创造。如李清照的词《声声慢》：
|  | 寻寻觅觅，冷冷清清，凄凄惨惨戚戚。乍暖还寒时候，最难将息。三杯两盏淡酒，怎敌他晚来风急？雁过也，正伤心，却是旧时相识。 |

|  | I look for what I miss, I look not what it is, I feel so sad, so drear, So lonely, without cheer. How hard is it To keep me fit In this lingering cold! Hardly warmed up By cup and cup Of wine so dry Oh! How can I Endure at dusk the drift Of wind so swift? It breaks my heart, alas! To see the wild geese pass, For they are my acquaintances of old. |

译文虽然增加了不少字，但加的都是原文内容多有、原文形式所无的词，意在传达原诗的意美。原词押韵用的是比较急促的“觅”、“戚”、“息”、“急”等字，译文用的也是短音[i]韵：如it; fit; drift; swift等，尤其是译文第一行的“miss”和原文第一行的“觅”字，译文第四行的“cheer”和原文第三行的“戚”字，不但元音相近，连前面的辅音也相同，是为了臻于“音似”。

### 成熟期经典重译
《包法利夫人》和《红与黑》重译本的出版，标志着许渊冲的翻译进入了成熟期。自上世纪90年代初期开始至今，他出版了20余部译作。

## 翻译理论
1959年翻译的《人生的开始》中，220页的正文里共出现106条脚注，主要集中在对人物、历史事件、文化负载词语，特别是对俗语的解释及对近似汉语成语的套用上，已然表现出对“归化”和“意译”的追求：
|  | 要尊敬老人，你不知道自己将来也会老得怕人吗？行万里路，省得读万卷书呵。（54页） 我们可是“一朝被蛇咬，十年怕苍蝇”呵！（77页） 啊！对了，真是本性难移，三句不利本行，”米斯提格里回嘴说。（83页） 不过，欲加之罪，何患无耻！（106页） 俗话说得好：“踏破铁鞋无益处。”（122页） |

理论根据：在北京大学《英汉与汉英翻译教程》的序言中，许渊冲引用《杨振宁访谈录》83页上所说 “中国的文化是向模糊、朦胧及总体的方向走，而西方的文化则是向准确而具体的方向走”的理论，认为“中国传统翻译理论也是走向准确而具体”，又把其关于法律和诗的论点，和翻译的“理解”与“传达”联系起来，并以此作为自身翻译理论的基础和来源。
“在译诗的问题上，诗是本体，译是方法；诗要求美，译要求真；如果把美得诗译得不美，那不可能算是存真；只有在不失真的条件下，尽可能传达原诗的美，才是译诗应该擦用的原则。”如果用孔子的话来说，就是“从心所欲不逾矩”，从心所欲求“美”，但不逾越“真”的范围。

### 形成与发展
1970年代末，理论发展脉络表现为早期的“艺术创作论”，1978年，表明自己对文学的看法，提及翻译要做到 “三确”——正确、精确、明确、“三用”——通用（词汇为全民族目前“通用”的语言）、连用（词的搭配符合上下文）、惯用（尽量用习惯用语和成语）的要求。无论直译、意译，都要符合“忠实”、“通顺”的标准。
1982年，首次提出“三似新论”和“三化论”。
1984年，许渊冲的翻译主张主要为：
| 标准           | 低标准 | 中标准 | 高标准             |
| -------------- | ------ | ------ | ------------------ |
| 内容忠实（信） | 明确   | 准确   | 精确               |
| （三似）       | 意似   | 形似   | 神似               |
| （三化）       | 浅化   | 等化   | 深化               |
| 形式通顺（达） | 易懂   | 通顺   | 扬长（雅，或传神） |

1988年，撰写《翻译的哲学》，文章论及翻译的认识论——文学翻译是两种文化的竞赛，竞赛中要发挥译语优势，改变劣势，争取均势；目的论——“知之、好之、乐之”，使译文读起来像原著，这应该是文学翻译的目的；方法论——运用“深化、等化、浅化”等具体方法。：
1990年，他再次表明对文学翻译“真”与“美”的独特认识：文学翻译是艺术，文学翻译理论也是艺术；科学研究的是“真”，艺术研究的是“美”；译词只能做到形似，译意能做到意似，而译味（包括意味、韵味、音韵、节奏及格调等）却能做到神似。：
1991年，在《中国翻译》发表《诗译六论》（5、6期连载），将译诗理论高度概括为：译者一也（identification），译者艺也（re-creation）、译者异也（innovation）、译者依也（imitation）、译者怡也（recreation）、译者易也（rendition），次年，在此基础上补充两论：译者意也（representation）、译者益也（nformation/instruction）。
20世纪末，发表《译学要敢为天下先》及《新世纪的新译论》，将自己的翻译理论概括为“美化之艺术，创优似竞赛”。
此外，他还把马克思主义哲学的实践论和矛盾论应用于翻译，并且将译论和自然科学中的数学、物理、化学、生命科学等结合起来，提出以下六论：
- 实践论。文学翻译理论来自文学翻译实践，受实践检验；没有两种文字互译的时间，不可能提出解决两种文字互译问题的理论。
- 矛盾论。文学翻译理论的主流是要解决真与美得矛盾，或科学与艺术的矛盾。科学研究有之必然，无之必不然的规律；艺术研究有之不必然，无之不必不然的现象。求真是文学翻译的低标准，秋眉是高标准，矛盾统一的结果是提高。
- 1+1>2论。科学研究1+1=2，3-2=1，所以西方科学派提出“对等”、“等值”、“等效”、“形似”、“直译”等译论。艺术研究1+1>2，3-2>1，因为意大于言，所以中国艺术学派提出“意译”、“神似”。
- 发挥译语优势论。译者可以译出原文内容所有，原文形式所无的词语。
- 超导论。物理学上，半导体传导的电流没有损失超过一般的导体，就是超导；在翻译学上，译文传达的信息和情感没有损失，甚至超过原文，也是超导。
- 化学论：文学翻译是把一个国家创造的美转化为另一个国家的美，甚至是全球美的艺术；译著应该是原作者用译语的创作；化学变化之后产生新的品种，翻译之后也可产生新的作品，这也可以说好似再创论的根据之一。
- 克隆论：在生命科学中，克隆就是把一种集体的优质基因移植到另一机体中，使之优化的理论；在文学翻译中，把一种语文的优质基因移植到另一种语文或同一种语文中去，使它优化，也就是克隆论。

### 主要理论阐述
- “三美”：意美、音美、形美（意境美、音乐美和形式美）；
- “三化”：等化、浅化、深化；
- “三之”：知之、乐之、好之；
- “三似”：形似、意似、神似；
- “四论”：优势论、竞赛论、再创论、求似论。

1. 三美： 包含以下几个要点：

一、“意美”是必须能够传达的。对这一点，许渊冲从来就没有怀疑过，其理论依据是“以创补失论”——即使美实在无法传达，还可以借助音美或形美加以弥补。
二、意似不等于意美，即美高于求真。
三、将音美（集中体现为押韵）的重要性提高到了前所未有的高度。他解释说：“即使一个词只能传达八分意美和八分音美，那也比另一个能传达九分意美和五分意美的词汇强，因为前者在意美两方面的总分加起来比后者高。”
1. 三化：等化、浅化、深化都是为传达原诗的意美，押韵是传达原诗的音美，一个中文字大致译成英文两个音节，这是传达原诗的形美。

一、等化：白日依山尽，黄河入海流"——The sun beyond the mountains glows;/The Yellow River seaward flows.
二、浅化："欲穷千里目，更上一层楼"——（You will enjoy a grander sight/ By climbing to a greater height.因为“千里”并不真是九百九十九加一里，所以浅化为登高望远的意思。
三、深化："人闲桂花落"和"时鸣春涧中"——Their fitful twitters fill the dale with spring.“桂花落”一般说是秋天，怎么能说“春涧”呢？译文使涧充满了春意，这就可以说是深化了。
1. 三之——“知之”“乐之”“好之”

译诗能使中国读者理解原作，那就是“知之”；如果能使人喜欢，那就是“好之”；能使人愉快，那就是“乐之”。
1. 三似：

一、意似：（诗歌）译文的增删并非不忠实原文，如果增的是原文内容所有、原文形式所无的词语，删的是原文形式虽有、原文内容可无的词语，那就不但不能算是不忠实，而且可能算是扬长避短。
二、音似：“乌蒙磅礴走泥丸”中的“磅礴”译为pompous，声音同“磅礴”相近，这种破格借用（pompous一般不用于修饰“山”）便是出于音似的需要。
三、神似：译文和原文在字面上或形式上不一样，但在内容和精神上却非常相似
四论：
一、“超越论”：主张文学翻译等于创作，译文可以胜过原文，指出“这应该是我们文学翻译工作者努力的方向，如能再创造出‘胜过原作’的译文来，那就是给世界文化灌输新的血液，可以使世界文化更加光辉灿烂”。
二、“竞赛说”：翻译是两种文化的竞赛，是两种文化的统一，而统一就是提高。…翻译是两种文化的竞赛，在竞赛中，要争取青出于蓝而胜于蓝。如果能取一种文化之长，补另一种之短，使全人类的文化得到进展，那就是翻译工作者的最高目标。
三、“艺术创作论”：文学翻译等于创作，其哲学基础是“以创补失论”及“得失互补论”。
四、“发挥优势论”：忠实通顺是翻译的必要条件，而扬长避短确实翻译的充分条件，也就是说，译者越能发挥译文的语言优势，译作就越好。

## 评价
- 制造原子弹的著名科学家朱光亚在收到许渊冲英译的《唐诗》、《宋词》，回信评价： “我国古典文学五大名著均由你译成英文，在国内、外出版社发行，是了不起的创举！”
- 钱锺书对他的《毛泽东诗词》译本的褒奖：“I have just finished reading it and marvel at the supple ease with which you dance in the clogs and fetters of rhyme and meter. ”(你带着音韵和节奏的镣铐跳舞，灵活自如，令人惊奇。)
- 许渊冲西南联大的校友、诺贝尔奖得主杨振宁博士高度赞扬其译诗成就，他写道：“他做出了巨大的努力，把悠久的中国文化史上的许多名诗译成英文。他尽力使译出的诗句富有韵律美和节奏美……如许译唐诗《春江花月夜》，张若虚原诗中错综复杂的抑扬顿挫、节奏韵律都巧妙地摄入译文中了”[20]